# William Heinesen
William Heinesen (Tórshavn, 15 gennaio 1900 – Tórshavn, 12 marzo 1991) è stato uno scrittore, poeta e pittore faroese.

## Biografia
Autore controverso, si definiva dionisiaco, condividendo in gran parte il pensiero di Nietzsche, che aveva coniato questo termine nel 1872 ne La nascita della tragedia, poiché nelle sue opere l'uomo rivelava le sue indecisioni, la sua irrazionalità, la sua paura a prendere decisioni e posizioni nell'epoca dello sfascio totale. Nelle sue opere non è mai facile comprendere quale sia il male e quale il bene, poiché Heinesen rifiutava il valore classico di questi due termini. Ha definito la sua città natale l'ombelico del mondo, ma la sua citazione più nota è questa: La vita non è disperazione, e la morte non si regolerà. Ha vinto il Nordic Council's Literature Prize nel 1964, primo autore dell'arcipelago delle Fær Øer a vincere il prestigioso premio nordeuropeo, assieme ad un altro grande scrittore, lo svedese Olof Lagercrantz, per il romanzo Det gode håb (La grande speranza).
Cresciuto nel piccolo mondo dell'arcipelago delle Fær Øer, esordì come poeta all'età di ventuno anni e nel 1934 come autore in prosa con Blæsende gry, il suo primo romanzo, per redigere il quale si avvalse anche dell'aiuto del pittore connazionale Sámal Joensen-Mikines. Nel 1938 scrisse il suo secondo romanzo, Noatún, la prima opera nella quale si può trovare un messaggio politico volto alla solidarietà tra le classi sociali. Nel 1949 scrisse Il calderone nero, nel quale esprimeva la decadenza dell'isteria religiosa. Altre opere importanti sono: Gli ultimi musicisti (1950) e Madri Pleiadi - Una storia all'inizio del tempo (1952). La fama di Heinesen fu tale da essere candidato per il Premio Nobel per la Letteratura nel 1981 dall'Accademia Svedese. Tuttavia, quando gli giunsero voci sulla sua possibile vittoria, decise di rinunciare alla propria candidatura a vantaggio del più noto Elias Canetti, che quello stesso anno ne fu insignito.